# Ancillotti

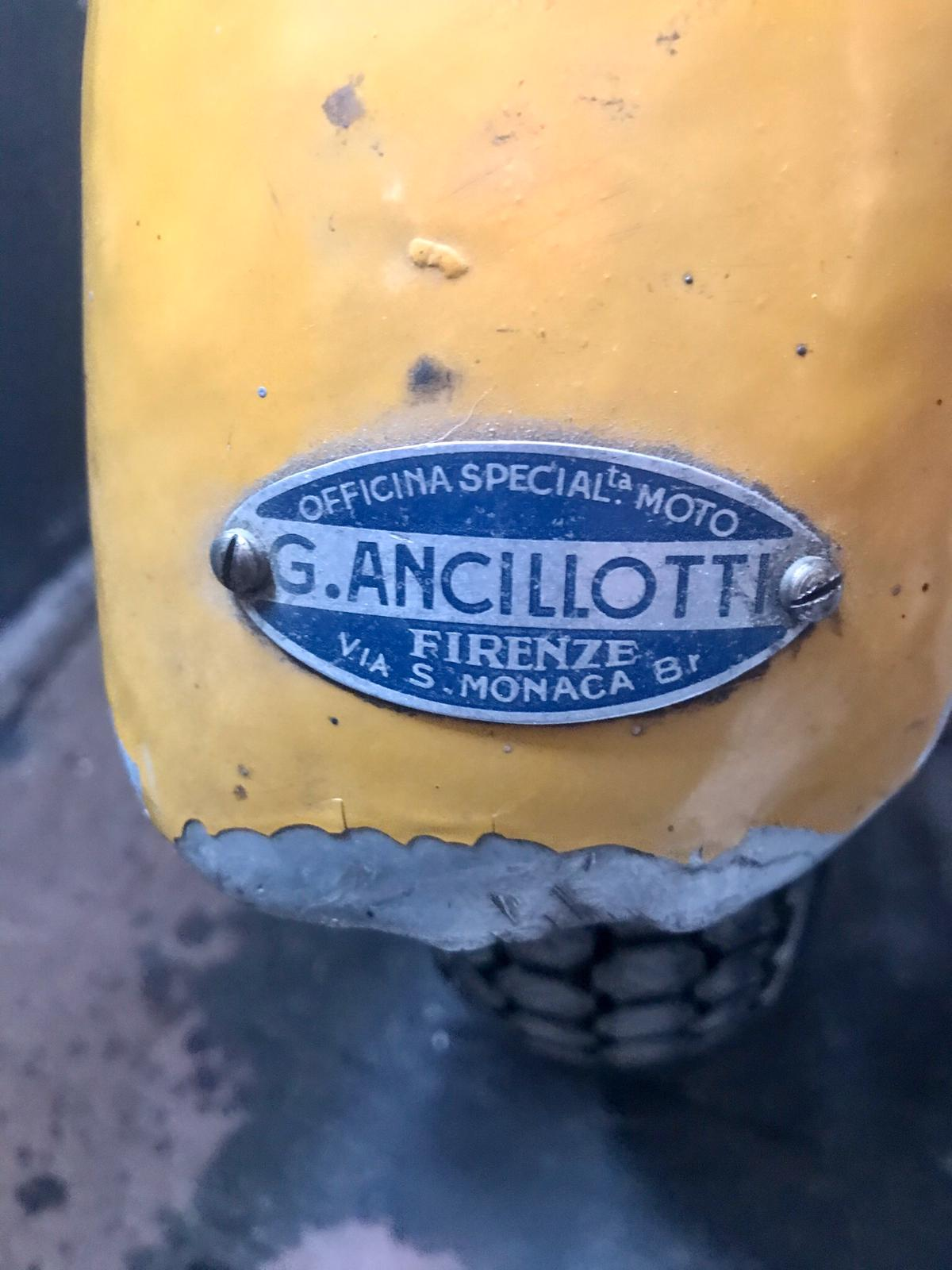
Typenschild des Unternehmens G. Ancillotti auf dem hinteren Kotflügel der Lambretta Ancillotti 250 cc Special, die 1966 auf der Rennstrecke von Elvington (England) zwei Geschwindigkeitsweltrekorde über die Viertelmeile und den Kilometer gewann.

Ancillotti ist der Markenname des italienischen Motorradherstellers Costruzioni Moto G. Ancillotti, unter der in den Jahren von 1967 bis 1985 zuerst in Florenz, ab 1973 in Sambuca Val di Pesa maßgeblich Geländemotorräder hergestellt wurden.
Für die eigens entwickelten Fahrwerke wurden anfangs Zweitaktmotoren von Beta, später maßgeblich von Fichtel & Sachs, ab dem Ende  der 1970er Jahre auch von HiRO, Minarelli und Morini Franco verbaut.
In den 1970er Jahren wurden mehrere italienische Meistertitel im Geländesport mit Ancillotti-Motorrädern errungen.